# العلاقات المالديفية النيوزيلندية
العلاقات المالديفية النيوزيلندية هي العلاقات الثنائية التي تجمع بين المالديف ونيوزيلندا.

## مقارنة بين البلدين
هذه مقارنة عامة ومرجعية للدولتين:
| وجه المقارنة                                              | المالديف       | نيوزيلندا                                              |
| --------------------------------------------------------- | -------------- | ------------------------------------------------------ |
| المساحة (كم2)                                             | 298            | 268.02 ألف                                             |
| عدد السكان (نسمة)                                         | 436.33 ألف     | 4.24 مليون                                             |
| الكثافة السكانية (ن./كم²)                                 | 146.42 ألف     | 15.82                                                  |
| العاصمة                                                   | ماليه          | ويلينغتون، أوكلاند                                     |
| اللغة الرسمية                                             | اللغة الديفهي  | لغة إنجليزية، اللغة الماورية، لغة الإشارة النيوزيلندية |
| العملة                                                    | روفيه مالديفية | دولار نيوزيلندي، الجنيه النيوزيلندي                    |
| الناتج المحلي الإجمالي (بليون دولار)                      | 4.60 مليار     | 205.85 مليار                                           |
| الناتج المحلي الإجمالي (تعادل القوة الشرائية) بليون دولار | 5.23 مليار     |                                                        |
| الناتج المحلي الإجمالي الاسمي للفرد دولار أمريكي          | 8.39 ألف       |                                                        |
| الناتج المحلي الإجمالي للفرد دولار أمريكي                 | 12.53 ألف      |                                                        |
| مؤشر التنمية البشرية                                      | 0.706          | 0.914                                                  |
| رمز المكالمات الدولي                                      | +960           | +64                                                    |
| رمز الإنترنت                                              | .mv            | .nz                                                    |
| المنطقة الزمنية                                           | ت ع م+05:00    | ت ع م+13:00، ت ع م+12:00                               |

## منظمات دولية مشتركة
يشترك البلدان في عضوية مجموعة من المنظمات الدولية، منها:
| علم المنظمة | اسم المنظمة                        | تاريخ انضمام المالديف | تاريخ انضمام نيوزيلندا |
| ----------- | ---------------------------------- | --------------------- | ---------------------- |
|             | بنك التنمية الآسيوي                | 1978                  | 1966                   |
|             | مؤسسة التنمية الدولية              | 13 يناير 1978         | 1 أكتوبر 1974          |
|             | يونسكو                             | 18 يوليو 1980         | 4 نوفمبر 1946          |
|             | وكالة ضمان الاستثمار متعدد الأطراف | 19 مايو 2005          | 22 أبريل 2008          |
|             | الأمم المتحدة                      | 21 سبتمبر 1965        | 24 أكتوبر 1945         |
|             | دول الكومنولث                      | ?                     | ?                      |
|             | الاتحاد البريدي العالمي            | ?                     | ?                      |
|             | البنك الدولي للإنشاء والتعمير      | 13 يناير 1978         | 31 أغسطس 1961          |
|             | الاتحاد الدولي للاتصالات           | 28 فبراير 1967        | 3 يونيو 1878           |
|             | منظمة حظر الأسلحة الكيميائية       | ?                     | ?                      |
|             | مؤسسة التمويل الدولية              | 2 فبراير 1983         | 31 أغسطس 1961          |
|             | منظمة التجارة العالمية             | ?                     | ?                      |
|             | منظمة الشرطة الجنائية الدولية      | ?                     | ?                      |

## وصلات خارجية
- موقع وزارة الخارجية المالديفية
- موقع وزارة الخارجية النيوزيلندية